# 울리 슈타인
울리히 "울리" 슈타인(독일어: Ulrich "Uli" Stein, 1954년 10월 23일, 함부르크 ~)은 독일의 전직 프로 축구 선수로, 현역 시절 골키퍼로 활약했다. 그는 1978년부터 1997년까지 독일 분데스리가에서 512번의 경기에 출전했다.

## 클럽 경력
그는 1978년에 아르미니아 빌레펠트에서 신고식을 치렀다. 2년 후, 그는 함부르크로 이적하여 1980년부터 1987년까지 활약했다. 이후 1987년부터 1994년까지는 아인트라흐트 프랑크푸르트로 활약했고, 이후 1994년에 함부르크로 복귀했다. 1년 뒤, 그는 아르미니아 빌레펠트로 복귀했다. 그는 1996-97 시즌에 프로 무대에서 은퇴했다.
그는 1987년에 함부르크 소속으로 DFB-포칼을 들어올렸고, 1982년과 1983년에 연속으로 분데스리가 정상에 올랐다. 그의 현역 시절 최고점은 1983년에 함부르크 소속으로 유러피언컵을 우승하였을 때였다. 그는 1988년에 아인트라흐트 프랑크푸르트 소속으로도 DFB-포칼을 우승했다.

## 국가대표팀 경력
그는 서독을 대표로 1983년부터 1986년까지 6번의 국가대표팀 경기에 출전했다. 그는 멕시코에서 열린 1986년 월드컵에 서독 선수단 일원으로 참가했는데, 서독은 아르헨티나와의 결승전에서 패해 준우승을 거두었다. 그의 국가대표팀 활약상은 프란츠 베켄바워 서독 국가대표팀 감독을 "웃음거리"(Suppenkasper)로 조롱하면서 끝나버렸다.

## 논란

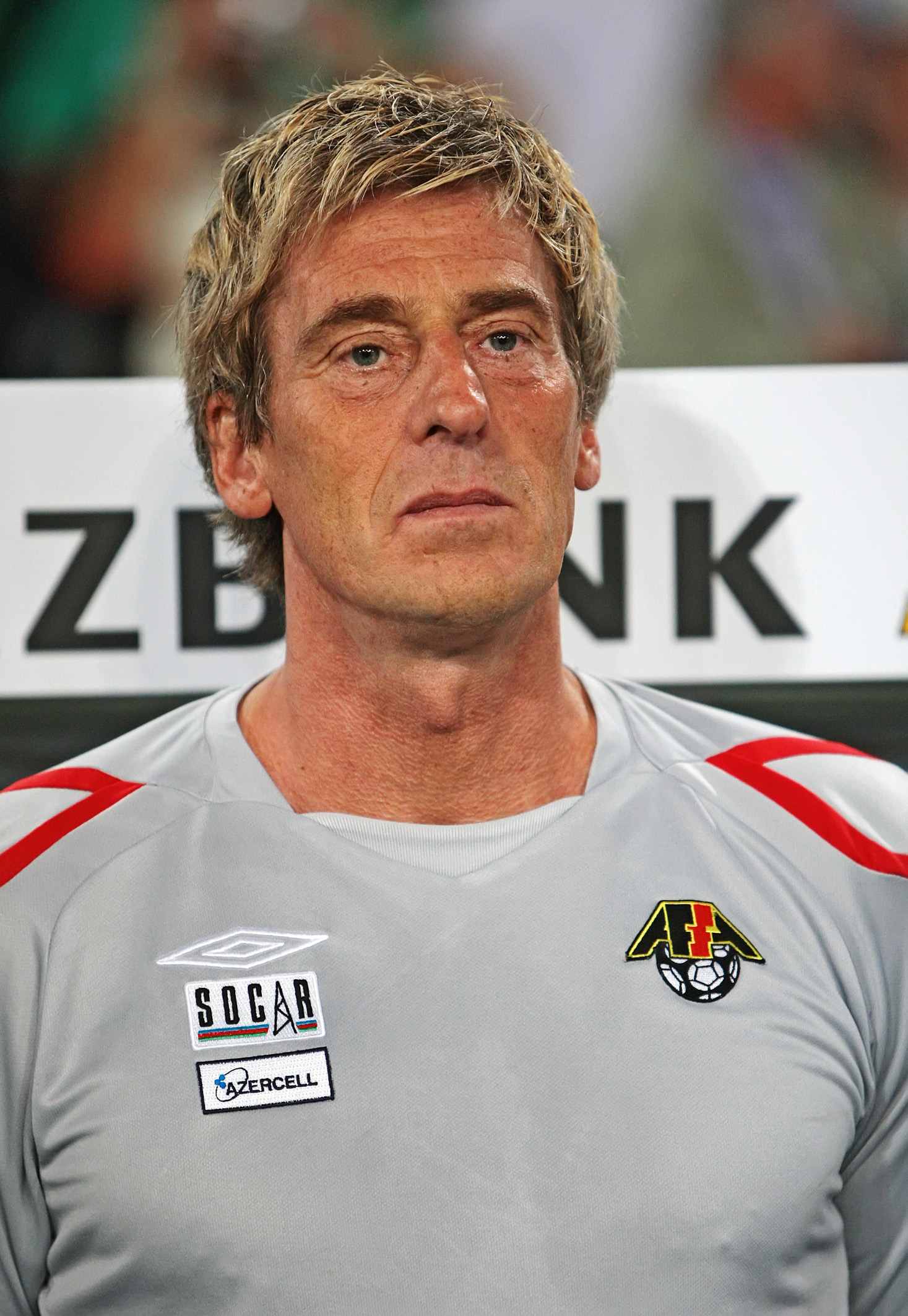
2009년 9월의 울리 슈타인

그는 로제나우슈타디온에서 열린 함부르크와 아우크스부르크 간의 1986-87 시즌 DFB-포칼에서 퇴장당했는데, 경기장을 퇴장하면서 아우크스부르크 관중들을 가운데손가락으로 조롱했다. 이후 또다른 사고가 터졌는데, 1987년에 바이에른 뮌헨의 위르겐 베크만을 주먹으로 가격했다. 이 사건을 계기로, 그는 함부르크에서 방출되었다.
그는 방출되고서 아인트라흐트 프랑크푸르트에서 1994년까지 활약했는데, 이곳에서도 말년에 쫓겨났다. 이 시기에 그는 아인트라흐트 프랑크푸르트 소속으로 출전한 당대 최고의 인기 선수였다.

## 감독 경력
2007년, 그는 나이지리아 국가대표팀의 골키퍼 코치를 맡았고, 2008년에는 아제르바이잔 국가대표팀의 같은 보직을 맡았는데, 두 경우 모두 같은 독일인 베르티 포크츠를 보좌했다.

## 수상
함부르크
- 분데스리가: 1981-82, 1982-83
- DFB-포칼: 1986–87
- 유러피언컵: 1982–83

아인트라흐트 프랑크푸르트
- DFB-포칼: 1987–88[7]